# Simon Sailer
Simon Sailer (* 11. März 1984 in Wien) ist ein österreichischer Schriftsteller.

## Leben
Simon Sailer wurde 1984 in Wien geboren, wo er nach Aufenthalten in Berlin, Prag und Paris wieder lebt. Er studierte Philosophie an der Universität Wien und der Sorbonne sowie Art and Science an der Universität für Angewandte Kunst Wien.
Seit 2017 veröffentlicht er Texte in verschiedenen Literaturzeitschriften (Bella triste, Konzepte, entwürfe, miromente, Das Narr, Die Rampe etc.), weitere Texte erschienen in Anthologien. Es folgten erste Auszeichnungen und Festivalteilnahmen (Prosanova, Literaare). 2019 erschien im Müry Salzmann Verlag sein Debütroman Menschenfisch. Ein Auszug daraus wurde zuvor mit dem Literaturpreis der Stadtgemeinde Pliberk/Bleiburg ausgezeichnet.
Im März 2021 wurde Simon Sailer der Clemens-von-Brentano-Preis 2021 der Stadt Heidelberg zuerkannt.
Er war 2011 Mitgründer des Vereins zur Förderung Kritischer Theater-, Film- und Medienwissenschaft, der Buchprojekte, Workshops und Vorträge organisiert.

## Werke
Romane und Erzählungen
- Manege. Roman. Edition Atelier, Wien 2023. ISBN 978-3-99065-100-1
- Der Schrank. Erzählung. Mit Illustrationen von Jorghi Poll. Edition Atelier, Wien 2022. ISBN 978-3-99065-060-8
- Das Salzfass. Erzählung. Mit Illustrationen von Jorghi Poll. Edition Atelier, Wien 2021. ISBN 978-3-99065-046-2
- Die Schrift. Erzählung. Mit Illustrationen von Jorghi Poll. Edition Atelier, Wien 2020. ISBN 978-3-99065-045-5
- Menschenfisch. Roman. Müry Salzmann, Salzburg/Wien 2019. ISBN 978-3-99014-186-1

Herausgeberschaft
- Tanz im Film – Das Politische in der Bewegung, Verbrecher Verlag, Berlin 2017. (Hrsg.) ISBN 978-3-95732-237-1
- How I Got Lost Six Feet Under Your Mother, Zaglossus, Wien 2013. ISBN 978-3-90290-205-4

## Auszeichnungen
- Clemens-Brentano-Preis 2021 für die Erzählung Die Schrift[5]